# Melville Island (Australien)
Melville Island liegt vor der Küste des Northern Territory von Australien. Die nach Tasmanien zweitgrößte Insel des Landes umfasst eine Landfläche von 5786 km² und bildet zusammen mit Bathurst Island und rund neun sehr viel kleineren küstennahen Nebeninseln den Archipel der Tiwi-Inseln.
Als Teil der Timorsee wird Melville Island im Süden durch die Clarence-Straße vom australischen Festland getrennt, während die nur ein bis fünf Kilometer breite Apsley-Straße sie von der benachbarten Bathurst Island trennt.
Wie auch das Arnhemland ist die Insel Melville quasi ein für den Fremdenverkehr gesperrtes Reservat für die auf ihr lebenden Aborigines, den Ureinwohnern Australiens. Die rund 600 Aborigines von Melville Island leben relativ unabhängig vom Festland und haben auch eine eigene Verwaltung.
Melville Island wurde im Jahr 1644 erstmals vom niederländischen Seefahrer Abel Tasman gesichtet und erhielt 1818 ihren Namen zu Ehren von Robert Dundas, 2. Viscount Melville, einem britischen Adligen und langjährigen Ersten Lord der Admiralität.